# اسپتسناز
اسپتسناز یا «واحدهای نظامی هدف ویژه» یک اصطلاح روسی برای نیروهای ویژه است که در بسیاری از کشورهای روسی‌زبان پس از شوروی استفاده می‌شود. از لحاظ تاریخی، این اصطلاح به واحدهای عملیات ویژه گفته می‌شود که توسط سازمان اطلاعاتی نظامی اصلی ادارهٔ اصلی اطلاعات (Spetsnaz GRU) کنترل می‌شوند. همچنین گروه‌های ویژهٔ وزارتخانه‌های دیگر (مانند واحد نجات ویژهٔ وزارت امور داخلی «ODON» و «وزارت موقعیت‌های اضطراری») در کشورهای پس از شوروی را توصیف می‌کند. نیروهای ویژهٔ روسیه بسته به شاخه‌ای از نیروهای مسلح که به آن تعلق دارند کلاه‌های مختلفی استفاده می‌کنند:
- نیروهای زمینی و هوابرد - کلاه آبی
- نیروی دریایی و تفنگداران دریایی - کلاه سیاه
- گارد ملی - کلاه مارون (زرشکی)

از آن‌جایی که اسپتسناز، یک اصطلاح روسی است، معمولاً با یگان‌های ویژهٔ روسیه مرتبط است، اما سایر کشورهای پس از شوروی اغلب به واحدهای نیروهای ویژه خود نیز با این اصطلاح اشاره می‌کنند. تیپ ۵ اسپتسناز بلاروس نمونه‌ای از نیروهای اسپتسناز غیرروسی است.

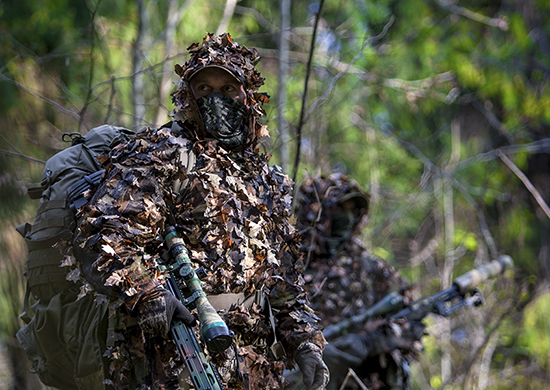
تک‌تیراندازان نیروهای عملیات ویژه روسیه

## مأموریت‌های مهم اسپتسناز، پس از فروپاشی شوروی

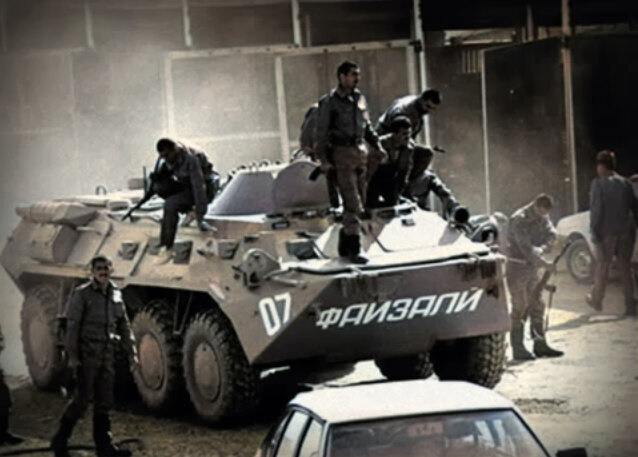
نیروهای اسپتسناز روسیه که در طول جنگ داخلی تاجیکستان از یک نفربر زره‌پوش پیاده می‌شوند.

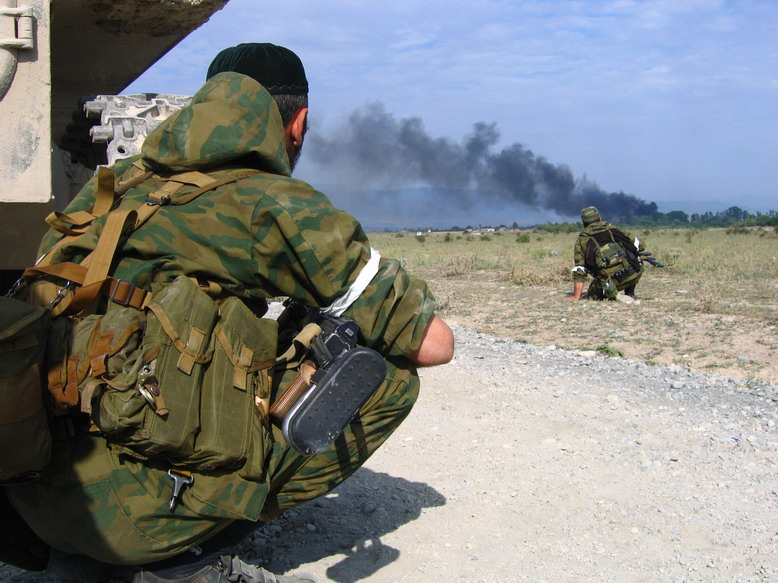
سربازان با قومیت چچنی از گردان ویژهٔ سولیم یامادایف در جنگ ۲۰۰۸ روسیه و گرجستان.

پس از فروپاشی اتحاد جماهیر شوروی، نیروهای اسپتسناز جمهوری‌های تازه تأسیس اتحاد جماهیر شوروی در بسیاری از درگیری‌های محلی مانند جنگ داخلی تاجیکستان، ستیز چچن و روسیه، جنگ روسیه و گرجستان و بحران کریمه شرکت کرده‌اند. همچنین از نیروهای اسپتسناز خواسته شده‌است تا چندین موقعیت مهم گروگان‌گیری مانند گروگان‌گیری در تئاتر مسکو و گروگان‌گیری در مدرسه بسلان را حل و فصل کنند.

### بحران گروگان‌گیری در بیمارستان بودیونوفسک
بحران گروگانگیری بیمارستان بودیونوفسک از ۱۴ تا ۱۹ ژوئن ۱۹۹۵ رخ داد. گروهی متشکل از ۸۰ تا ۲۰۰ تروریست چچنی به رهبری شامل باسایف به شهر بودیونوفسک در جنوب روسیه حمله کردند و در آن‌جا به ایستگاه اصلی پلیس و شهرداری حمله کردند. پس از چند ساعت نبرد و نزدیک شدن نیروهای کمکی روسیه، چچنی‌ها به منطقه‌ای مسکونی عقب‌نشینی کردند و در بیمارستان شهر جمع شدند و در آن‌جا بین ۱۵۰۰ تا ۱۸۰۰ نفر را گروگان گرفتند که بیشتر آن‌ها غیرنظامی بودند (شامل حدود ۱۵۰ کودک و تعدادی زن با نوزادان تازه متولد شده).
پس از سه روز محاصره، مقامات روسی به نیروهای امنیتی دستور دادند تا محوطهٔ بیمارستان را بازپس گیرند. نیروهای اعزام شدهٔ پرسنل نخبه از گروه آلفای سرویس امنیت فدرال، در کنار شبه‌نظامیان MVD و نیروهای داخلی بودند. نیروی ضربت در سحرگاه چهارمین روز، به محوطهٔ بیمارستان حمله کرد و با مقاومتی شدید روبرو شد. پس از چند ساعت درگیری که در آن بسیاری از گروگان‌ها با تیراندازی متقابل کشته شدند، آتش‌بس محلی مورد توافق قرار گرفت و ۲۲۷ گروگان آزاد شدند. ۶۱ نفر دیگر نیز توسط نیروهای روسی آزاد شدند.
حملهٔ دوم نیروهای روسیه به بیمارستان، چند ساعت بعد نیز شکست خورد و سومین حمله نیز شکست خورد که منجر به تلفات بیشتری شد. مقامات روسیه چچنی‌ها را متهم کردند که از گروگان‌ها به عنوان سپر انسانی استفاده می‌کنند.
بر پایهٔ آمار رسمی، در کل این رویداد، ۱۲۹ غیرنظامی کشته و ۴۱۵ نفر زخمی شدند (که ۱۸ نفر بعداً بر اثر جراحات جان باختند). این تعداد، شامل حداقل ۱۰۵ قتل گروگان‌ها توسط تروریست‌ها می‌شود. با این حال، بر اساس برآوردهای مستقل، ۱۶۶ گروگان در حملهٔ نیروهای ویژه به بیمارستان کشته و ۵۴۱ نفر مجروح شدند. حداقل ۱۱ افسر پلیس روسیه و ۱۴ سرباز هم کشته شدند. نیروهای باسایف، متحمل ۱۱ کشته و یک نفر مفقود شدند. اکثر اجساد آن‌ها در یک کامیون مخصوص، به چچن بازگردانده شد. در سال‌های پس از گروگان‌گیری، بیش از ۴۰ نفر از مهاجمان بازمانده، از جمله اسلمبک عبدالخادجیف در سال ۲۰۰۲ و شامل باسایف در سال ۲۰۰۶ ردیابی و ترور شدند و بیش از ۲۰ نفر، توسط دادگاه منطقه‌ای استاوروپل به مدت‌های متفاوتی حبس محکوم شدند.

### بحران گروگان‌گیری قزلیار-پروومایسکویه
محاصره‌ای گسترده بود که شامل فعالیت گروه آلفای FSB و گروه Spetsnaz GRU برای نجات گروگان‌ها بود.

### جنگ دوم چچن
نیروهای ویژهٔ روسیه، نقش مهمی در موفقیت روسیه در این جنگ داشتند و در این میان تلفات سنگینی را به جدایی‌طلبان اسلام‌گرا وارد کردند. برخی از این ماموریت‌های موفق علیه رهبران جدایی‌طلب شامل حمله به نیروهای رهبرانی چون اصلان ماسخادوف، دوکو عمروف، شامل باسایف و سلمان رادویف بود. در طول این ماموریت‌ها، بسیاری از نیروهای اسپتسناز به‌دلیل شجاعت و مهارت خود در مبارزه، افتخارات و جوایزی مانند جایزهٔ قهرمان فدراسیون روسیه، دریافت کردند. حداقل ۱۰۶ نیروی FSB و GRU در جریان این درگیری‌ها کشته شدند.

### بحران گروگان‌گیری تئاتر مسکو
این بحران، شامل تصرف تئاتر پرتماشاچی دوبروکا در ۲۳ اکتبر ۲۰۰۲ توسط ۴۰ تا ۵۰ چچنی مسلح بود که ادعای وفاداری به جنبش جدایی‌طلب ستیزه‌جوی اسلام‌گرا در جمهوری چچن ایچکریا را داشتند. آن‌ها ۸۵۰ نفر را گروگان گرفتند و خواستار خروج نیروهای روسی از چچن و پایان دادن به جنگ دوم چچن شدند.
تروریست‌ها مواد منفجره‌ای داشتند که قدرتمندترین آن‌ها در مرکز ادیتوریوم بود که در صورت انفجار، می‌توانست سقف را پایین بیاورد و باعث مرگ بیش از ۸۰ درصد از گروگان‌ها شود. پس از یک محاصرهٔ دو و نیم روزه و اعدام دو گروگان، نیروهای اسپتسناز از سرویس امنیت فدرال (FSB) نیروهای آلفا و ویمپل با نام مستعار گروه Vega با پشتیبانی واحد SOBR وزارت امور داخلی روسیه (MVD)، یک عامل شیمیایی نامشخص را به سیستم تهویه ساختمان، پمپاژ کرد و به ساختمان حمله کرد.
در جریان این حمله، همهٔ مهاجمان کشته شدند، بدون تلفاتی در میان نیروهای اسپتسناز، حدود ۱۳۰ گروگان، از جمله ۹ خارجی، به‌دلیل کمک‌های اولیهٔ ضعیف پس از بیهوش شدن با گاز، جان خود را از دست دادند. اکثر آن‌ها پس از تخلیه از سالن و به‌جای قرار گرفتن در وضعیت مناسب برای بهبودی، به پشت در بیرون دراز کشیدند و سپس بر اثر خفگی، جان خود را از دست دادند. آژانس‌های امنیتی روسیه از افشای نوع گاز استفاده شده در این حمله خودداری کردند که باعث شد پزشکان در بیمارستان‌های محلی، قادر به پاسخگویی مناسب به تعداد زیاد مسمومین نباشند. به جز دو نفر از گروگان‌هایی که در طول محاصره جان باختند، همگی کشته‌شدگان، با مواد سمی که برای تسلیم کردن شبه‌نظامیان به سالن تئاتر پمپاژ شده بود، کشته شدند. استفاده از این گاز، به‌طور گسترده‌ای از جمله از سوی پزشکان روسیه، محکوم شد.
برخی گزارش‌ها حاکی از آن است که از داروی نالوکسان برای نجات برخی گروگان‌ها استفاده شده‌است.

### گروگان‌گیری در مدرسهٔ بسلان

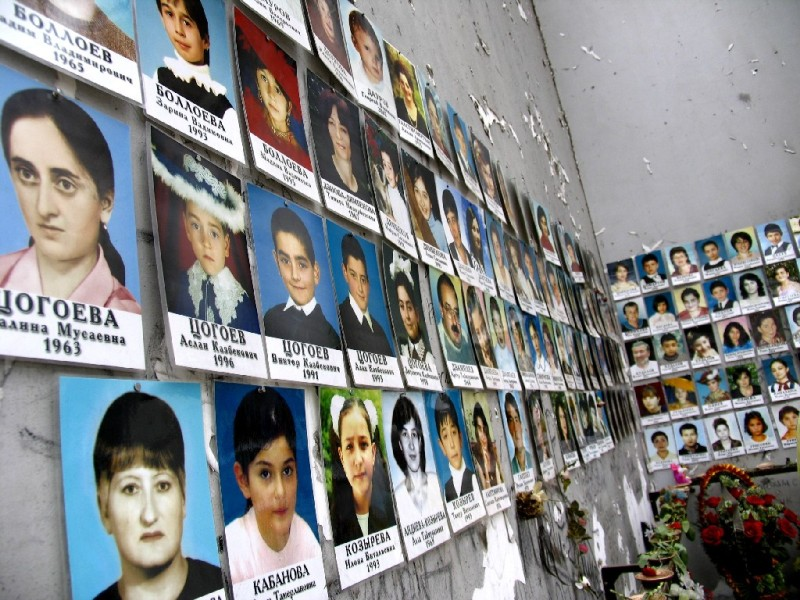
عکس‌های قربانیان مدرسهٔ بسلان.

گروگان‌گیری مدرسهٔ بسلان که با عنوان کشتار بسلان نیز شناخته می‌شود، در ۱ سپتامبر ۲۰۰۴ آغاز شد، محاصرهٔ مدرسه توسط نیروهای امنیتی، نیروهای داوطلب مردمی و اسپتسناز، سه روز طول کشید و شامل گروگان‌گیری بیش از ۱٬۱۰۰ نفر (از جمله ۷۷۷ کودک) بود، که با مرگ ۳۳۴ نفر پایان یافت.

### عملیات ضدتروریستی پیش از المپیک زمستانی ۲۰۱۴ سوچی
سازمان‌دهندگان بازی‌های المپیک زمستانی ۲۰۱۴ سوچی، پیش از بازی‌ها چندین تهدید دریافت کردند. در ژوئیهٔ ۲۰۱۳، دوکو عمروف، فرمانده اسلام‌گرایان چچنی، در یک ویدئوی منتشرشده، خواستار حمله به بازی‌ها شد و اظهار داشت که ''این بازی‌ها بر روی استخوان‌های بسیاری از مسلمانان کشته‌شده و دفن‌شده در سرزمین‌های ما تا دریای سیاه، برگزار می‌شود'' (اشاره به نسل‌کشی چرکس). همچنین تهدیدهایی از سوی گروه ولایت داغستان از سوی عمروف، مسئول بمب‌گذاری ولگوگراد دریافت شد.
در پاسخ به تهدیدات شورشیان، نیروهای ویژه روسیه، سازمان‌های تروریستی مظنون را سرکوب کردند، چندین نفر را بازداشت کرده و مدعی شدند که چندین توطئه را مهار کرده‌اند و بسیاری از رهبران اسلام‌گرا از جمله الدار ماگاتوف، مظنون حملات به اهدافی در روسیه را کشته‌اند. دوکو عمروف در ۶ اوت ۲۰۱۳ مسموم شد و در سپتامبر ۲۰۱۳ درگذشت.

### جنگ روسیه و اوکراین

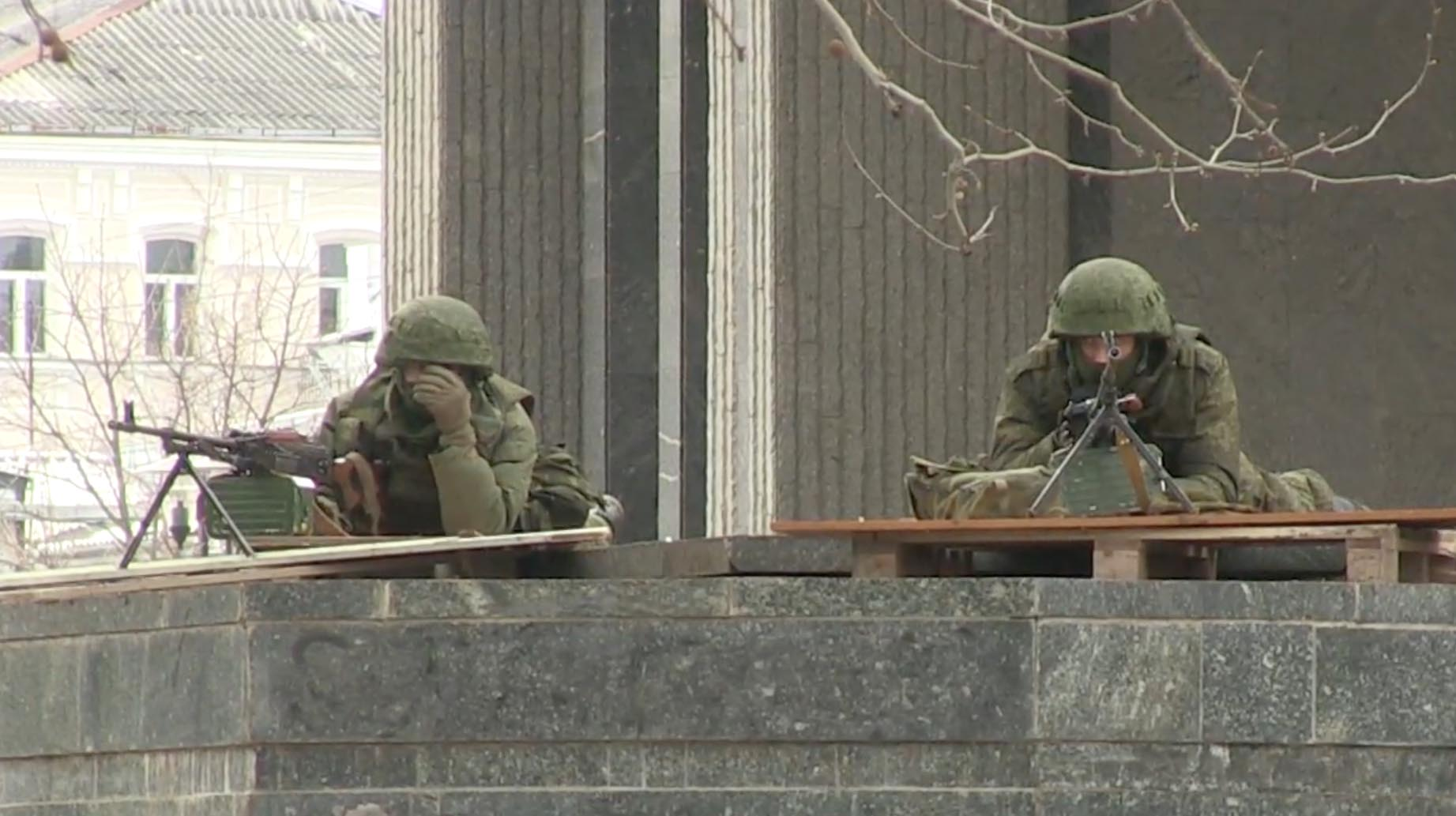
سربازان بدون نشان در ساختمان رادای عالی جمهوری خودمختار کریمه در هنگام حمله به آن.

واحد اسپتسناز از VDV RF در مداخله نظامی روسیه در اوکراین در سال ۲۰۱۴ شرکت کرد. چندصد نفر از تیپ ۴۵ گارد اسپتسناز و تیپ ۲۲ اسپتسناز با لباس غیرنظامی به منطقه اعزام شدند.

### شورش در قفقاز
بر اساس اعلام ولادیمیر کولوکولتسف، وزیر کشور روسیه، اگرچه جنایات در قفقاز شمالی، به‌طور قابل‌توجهی کاهش یافته و ثبات در سراسر روسیه نسبت به سال گذشته افزایش یافته‌است، اما حدود ۳۵۰ شبه‌نظامی در قفقاز شمالی در عملیات ضدتروریستی در چهار ماه نخست سال ۲۰۱۴ کشته شده‌اند.
در ۲۳ سپتامبر ۲۰۱۴، خبرگزاری‌های روسیه، پانزدهمین سالگرد تشکیل گروه متحد نیروهای نظامی ( OGV یا ОГВ ) را در قفقاز شمالی جشن گرفتند. OGV ستاد بین‌سرویسی است که در خانکالا در چچن برای فرماندهی تمامی عملیات روسیه (MOD, MVD, FSB) از آغاز جنگ دوم چچن در سال ۱۹۹۹ تأسیس شده‌است.
عملیات ترکیبی OGV از زمان آغاز به کار، ۴۰٬۰۰۰ مأموریت ویژه را انجام داده، ۵٬۰۰۰ پایگاه و انبار را منهدم کرده، ۳۰٬۰۰۰ سلاح را مصادره کرده و ۸۰٬۰۰۰ وسیلهٔ انفجاری را خنثی کرده‌است و در این فرایند بیش از ۱۰٬۰۰۰ شورشی را در بازهٔ زمانی ۱۵ سال کشته‌است. وزارت امور داخلی (MVD) خاطرنشان کرد که نشان قهرمان فدراسیون روسیه به ۹۳ سرباز MVD در OGV (از جمله ۶۶ نفر پس از مرگ) اعطا شده‌است. به‌طور کلی، بیش از ۲۳٬۰۰۰ سرباز MVD به‌دلیل عملکرد خود در طول عملیات، نشان‌های افتخار، دریافت کرده‌اند.
نیروهای اسپتسناز روسیه در درگیری‌های سال ۲۰۱۴ گروزنی شرکت کرده‌اند.

### جنگ داخلی سوریه
واحدهای مختلف مأموریت ویژهٔ روسیه در طول جنگ داخلی سوریه، آشکارا از واحدهای ارتش سوریه حمایت می‌کنند و در کنار نیروهای هوافضای روسیه در عقب راندن نیروهای ضددولتی بسیار مؤثر بوده‌اند.

### تهاجم روسیه به اوکراین ۲۰۲۲
در ۲۶ فوریهٔ ۲۰۲۲ در طول تهاجم روسیه به اوکراین در سال ۲۰۲۲، نیروهای اسپتسناز روسیه در تلاشی ناموفق برای تعقیب رهبران اوکراینی از جمله رئیس‌جمهور، ولادیمیر زلنسکی، وارد کی‌یف شدند. نیروهای اسپتسناز از جمله واحد «زاسلون» با پوشیدن لباس‌های غیرنظامی به قصد ترور، حذف یا دستگیری شخصیت‌های برجسته سیاسی، خود را در میان مردم اوکراین، مخفی کردند. واحد زاسلون، واحد انتصابی برای مأموریت‌های مخفیِ سرویس اطلاعات خارجی (SVR) و گروه آلفا است.
در تاریخ ۲ مارس، گروه آلفای اوکراین، یا اسپتسناز اوکراینی، شاخه‌ای از سرویس امنیتی اوکراین، به یک کاروان متشکل از نظامی‌نماهای قدیروفتسی مورد حمایت گارد ملی روسیه در شمال کی‌یف، کمین زد و آن را منهدم کرد. گزارش شده‌است که در جریان شکست این واحد، ژنرال ماگومد توشایف، فرماندهٔ هنگ متحرک ۱۴۱ روسگارد چچن کشته شد.